# شهرستان جاریبان
شهرستان جاریبان یک منطقهٔ مسکونی در سومالی است که در مدج واقع شده‌است.